# Staniewo
Staniewo (deutsch Ottoswalde) ist ein kleiner Ort in der polnischen Woiwodschaft Ermland-Masuren und gehört zur Gmina Reszel (Stadt- und Landgemeinde Reszel (deutsch Rößel) im Powiat Kętrzyński (Kreis Rastenburg)).

## Geographische Lage
Staniewo liegt am Ostufer des Deine-Sees (auch: Heiligelinder See, polnisch Jezioro Dejnowo) in der nördlichen Mitte der Woiwodschaft Ermland-Masuren, elf Kilometer südwestlich der Kreisstadt Kętrzyn (deutsch Rastenburg).

## Geschichte
Ottoswalde bestand ursprünglich aus einem großen Hof. Im Jahre 1847 wurde der Ort gegründet – mit dem entsprechenden Vermerk im Amtsblatt: „Das neu erbaute Vorwerk Ottoswalde betr.: Dem in den Grenzen des Vorwerks Stumplack neu erbauten, dem Gutsbesitzer Anhuth auf Rehstall, Kreises Rastenburg, gehörigen Vorwerke, ist der Name Ottoswalde beigelegt worden, wodurch jedoch in den Communal- und Polizei-Verhältnissen nichts geändert wird.“
Bis 1945 war Ottoswalde ein Wohnplatz der Gemeinde Bäslack (polnisch Bezławki) im Kreis Rastenburg im Regierungsbezirk Königsberg in der preußischen Provinz Ostpreußen. Von 1874 bis 1929 gehörte der Ort zum Standesamt Rehstall (polnisch Stachowizna), von 1929 bis 1945 zum Standesamt Bäslack. 1885 zählte der kleine Ort 25, 1905 noch 23 Einwohner.
Mit dem gesamten südlichen Ostpreußen wurde Ottoswalde 1945 in Kriegsfolge an Polen überstellt und erhielt die polnische Namensform „Staniewo“. Der heutige Weiler (polnisch Osada) gehört jetzt zur Stadt- und Landgemeinde Reszel (Rößel) im Powiat Kętrzyński (Kreis Rastenburg), bis 1998 der Woiwodschaft Olsztyn, seither der Woiwodschaft Ermland-Masuren zugehörig.

## Kirche
Bis 1945 war Ottoswalde in die evangelische Kirche Bäslack in der Kirchenprovinz Ostpreußen der Kirche der Altpreußischen Union sowie in die katholische Kirche Heiligelinde im damaligen Bistum Ermland eingepfarrt. Heute gehört Staniewo zur evangelischen Pfarrei Kętrzyn in der Diözese Masuren der Evangelisch-Augsburgischen Kirche in Polen sowie zur katholischen Pfarrei Święta Lipka im jetzigen Erzbistum Ermland in der polnischen katholischen Kirche.

## Verkehr
Staniewo ist von der Woiwodschaftsstraße 594 aus über Święta Lipka (Heiligelinde) auf direktem Wege zu erreichen. Eine Bahnanbindung gibt es nicht.